# Islændingesagaerne
Islændingesagaerne (islandsk: Íslendingasögur), også kendt som familiesagaerne, er en række fortællinger, der hovedsageligt er baseret på historiske begivenheder, der primært fandt sted på Island fra 800-tallet og frem til begyndelsen af 1000-tallet, som også kaldes sagatiden. De er de bedste kendte eksempler på islandsk litteratur.
De fokuserer primært på historie, særligt genealogi og familiehistorie. De afspejler den kamp og konflikt som opstod i de tidlige bosættersamfund på Island.
Der blev nedskrevet en lang række islandske sagaer, men størstedelen stammer fra 1200- og 1300-tallet. "Forfatterne" eller snarere personen som har nedskrevet sagaerne er ukendt. En enkelt saga, Egils saga antages af nogle forskere at være skrevet af Snorri Sturluson, der nedstammer fra sagaens helt, men det er ikke endeligt fastslået. I moderne tid er standardudgaven af de islandske sagaer blevet kendt som Íslenzk fornrit.

## Liste over islændingesagaer
- Bandamanna saga – Bandamanna saga
- Bárðar saga Snæfellsáss
- Bjarnar saga Hítdœlakappa
- Droplaugarsona saga
- Egils saga Skalla-Grímssonar – Egils Saga
- Eiríks saga rauða – Erik den Rødes saga
- Eyrbyggja saga
- Færeyinga saga
- Finnboga saga ramma
- Fljótsdæla saga
- Flóamanna saga
- Fóstbrœðra saga (to versioner)
- Gísla saga Súrssonar, (to versioner) af en fredløs poet – Gísla saga
- Grettis saga - Grettis den Stærkes saga
- Grœnlendinga saga – Grønlændersagaen
- Gull-Þóris saga
- Gunnars saga Keldugnúpsfífls
- Gunnlaugs saga ormstungu
- Hallfreðar saga (to versioner)
- Harðar saga ok Hólmverja
- Hávarðar saga Ísfirðings – Hávarður af Ísafjörðurs saga
- Heiðarvíga saga
- Hrafnkels saga
- Hrana saga hrings (fra efter middelalderen)
- Hænsna-Þóris saga
- Kjalnesinga saga
- Kormáks saga
- Króka-Refs saga
- Laurentius Saga
- Laxdæla saga
- Ljósvetninga saga (tre versioner)
- Njáls saga
- Reykdœla saga ok Víga-Skútu
- Svarfdœla saga
- Valla-Ljóts saga
- Vatnsdœla saga
- Víga-Glúms saga
- Víglundar saga
- Vápnfirðinga saga
- Þorsteins saga hvíta
- Þorsteins saga Síðu-Hallssonar
- Þórðar saga hreðu
- Ölkofra saga